# Avenida Paulista
Avenida Paulista är en lång boulevard i São Paulo. Den öppnades 8 december 1891 och är en av de största och viktigaste avenyerna i staden. Längs avenyn ligger bl.a. konstmuseet Museu de Arte de São Paulo.